# Понте Ете-Калдарете (Фермо)
Понте Ете-Калдарете (итал. Ponte Ete-Caldarette) насеље је у Италији у округу Фермо, региону Марке.
Према процени из 2011. у насељу је живело 560 становника. Насеље се налази на надморској висини од 50 м.